# Graham Joyce
Pour les articles homonymes, voir Joyce.
Œuvres principales
- Sorcière, ma sœur
- Les Nuits de Leningrad
- Lignes de vie

Graham Joyce, né le 22 octobre 1954 à Keresley en Angleterre et mort le 9 septembre 2014, est un écrivain britannique, auteur de fantastique.

## Biographie
Élevé dans un village minier près de Coventry, Graham Joyce obtient un diplôme d'enseignant à Derby, puis une maîtrise de lettres modernes et de littérature américaine à l'université de Leicester où il rencontre sa future femme, Suzanne. 
Il avait déjà commencé à écrire, mais c'est en Grèce où ils étaient partis vivre (sur l'île de Lesbos et en Crète) qu'il écrit son premier roman publié, Dreamside. Un voyage à Jérusalem lui inspire le roman Requiem.
Son fantastique inspiré et subtil en fait l'un des auteurs anglais les plus appréciés du genre. Cinq de ses romans ont été lauréats du prix British Fantasy. The Facts of Life a reçu le prix World Fantasy et Les Nuits de Leningrad a remporté le grand prix de l'Imaginaire 2003, catégorie « Nouvelle étrangère ». La plupart de ses romans sont traduits en plusieurs langues.
Tout en poursuivant son travail d'écrivain, il enseigne l'écriture à l'université de Nottingham Trent.
Il a coécrit les textes de cinq chansons de The Big Machine, quatrième album studio de la chanteuse française Émilie Simon : Fools Like Us, Rainbow, The Way I See You, Nothing To Do With You et This Is Your World.
Il aurait travaillé actuellement sur le scénario du jeu vidéo Doom 4 pour le compte d'id Software[réf. souhaitée].
Sous le pseudonyme de William Heaney, Joyce a publié en 2008 le roman Memoirs of a Master Forger, sorti en France en 2009 sous le titre Mémoires d'un maître faussaire. La véritable identité de l'auteur étant maintenant dévoilée, le roman sera republié fin 2009 sous la signature de Joyce et sous le titre How to Make Friends with Demons.
Il a succombé le 9 septembre 2014 à un lymphome.

## Œuvres
- L'Enfer du rêve, Pocket coll. « Terreur », 1995 ((en) Dreamside, 1991)
- Sorcière, ma sœur, Pocket coll. « Terreur », 1998 ((en) Dark Sister, 1992)
- Rêves égarés, Pocket coll. « Terreur », 2001 ((en) House of Lost Dreams, 1993)
- Requiem, Pocket coll. « Terreur », 1996 ((en) Requiem, 1995)
- L'Intercepteur de cauchemars, Pocket coll. « Terreur », 1998 ((en) The Tooth Fairy, 1996)Réédition sous le titre La Fée des dents, Bragelonne, 2008
- (en) Spiderbite, 1997
- En attendant l'orage, Bragelonne, 2006 ((en) The Stormwatcher, 1998)
- Les Nuits de Leningrad, Bragelonne, 2002 ((en) Leningrad Nights, 1999)Dans Faux Rêveur, préface de Peter Straub
- Indigo, Pocket coll. « Terreur », 2000 ((en) Indigo, 1999)
- Fumée d'opium, Pocket coll. « Terreur », 2003 ((en) Smoking Poppy, 2001)
- Lignes de vie, Bragelonne, 2005 ((en) The Facts of Life, 2002)
- Les Limites de l'enchantement, Bragelonne, 2007 ((en) The Limits of Enchantment, 2005)
- (en) TWOC, 2005
- (en) Do the Creepy Thing, 2006
- (en) Three Ways to Snog an Alien, 2008
- Mémoires d'un maître faussaire, Bragelonne, 2009 ((en) Memoirs of a Master Forger, 2008)
- (en) The Devil's Ladder, 2009
- Au cœur du silence, Milady, 2013 ((en) The Silent Land, 2010)
- Comme un conte, Bragelonne, 2015 ((en) Some Kind of Fairy Tale, 2012)
- (en) The Year of the Ladybird, 2013

## Récompenses
- Prix World Fantasy
  - Meilleur roman 2003 pour Lignes de vie
- Prix British Fantasy
  - Meilleur roman 1993 pour Sorcière, ma sœur
  - Meilleur roman 1996 pour Requiem
  - Meilleur roman 1997 pour L'Intercepteur de cauchemars
  - Meilleur roman 2000 pour Indigo
  - Meilleur roman 2009 pour Mémoires d'un maître faussaire
  - Meilleur roman de fantasy 2013 pour Comme un conte
- Grand prix de l'Imaginaire
  - Meilleur roman étranger 2007 pour Lignes de vie